# Anke Rösener
Anke Rösener ist eine deutsche Politikwissenschaftlerin.

## Leben und Wirken
Anke Rösener beendete das Studium der Politikwissenschaften in Hamburg 1994 mit Diplom. Im Rahmen von forschungs- und entwicklungspolitischen Arbeitsaufenthalten war sie anschließend in Afrika tätig. Bis 2007 begleitete und evaluierte sie für die Hans-Böckler-Stiftung Reformprojekte in der Sozialpolitik und der öffentlichen Verwaltung.
Rösener war ab 1995 Redakteurin für die Zeitschrift für Politikwissenschaft (ZPol) und gehört heute der dreiköpfigen Redaktion des Portals für Politikwissenschaft an. Im Rahmen ihrer Forschung arbeitete sie insbesondere mit Hochschullehrer und Politiker Wulf Damkowski zusammen.

## Veröffentlichungen (Auswahl)
- mit Wulf Damkowski: Die „Aktivierende Kommune“: Ein Leitfaden für die Praxis. Hans-Böckler-Stiftung, Düsseldorf 2002 (PDF)
- mit Wulf Damkowski: Auf dem Weg zum aktivierenden Staat: Vom Leitbild zum umsetzungsreifen Konzept. Edition Sigma, Berlin 2003, ISBN 978-3-89404-768-9.
- mit Wulf Damkowski: Gender Controlling in der Kommune: Die Gender-Strategie-Karte als Instrument zur Umsetzung von Gender Mainstreaming.  Hans-Böckler-Stiftung, Düsseldorf 2004. (PDF)
- mit Claus Precht und Wulf Damkowski: Bürokratiekosten messen – aber wie? Methoden, Intentionen und Optionen. Edition Sigma, Berlin 2007, ISBN 978-3-89404-748-1.